# Riesenschornstein Leipzig

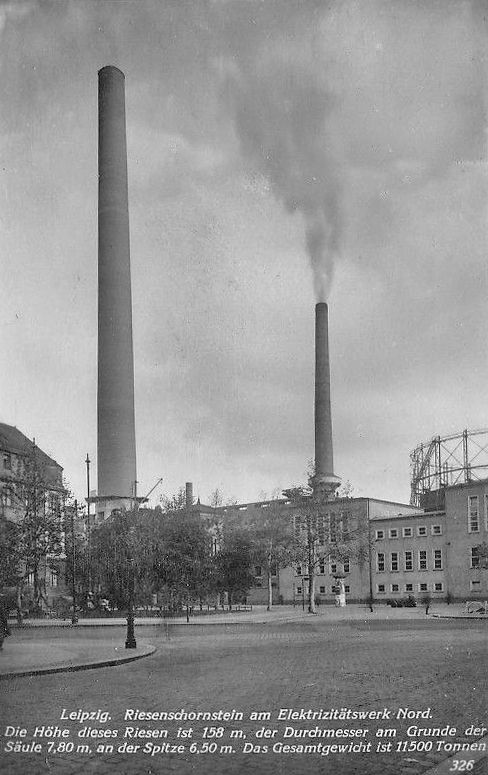
Im Vordergrund der Riesenschornstein Leipzig (1937)

Der Riesenschornstein Leipzig war der 156 Meter hohe Schornstein des Elektrizitätswerkes Nord der heutigen Stadtwerke Leipzig, welcher zur Zeit seiner Fertigstellung 1929 der höchste Kamin Europas war. Der Leipziger Riesenschornstein war ein aus Ziegelsteinen gemauerter Schlot und hatte unten einen Durchmesser von 7,8 Meter und an der Spitze von 6,5 Metern und wog 11.500 Tonnen. Etwa eine Million Klinkersteine waren verbaut worden. 1995 wurde der nicht mehr benötigte Leipziger Riesenschornstein aufgrund von Sicherheits- und Stabilitätsgründen abgetragen.
Im Jahr 1986 wurde der Riesenschornstein im Leipziger Stadtgebiet durch einen um 14 Meter höheren übertroffen, den 170 Meter hohen Schornstein des Heizwerkes „Max Reimann“ in Leipzig-Connewitz, der bis 1996 genutzt wurde und später als Antennenträger diente. Er wurde 2023 gesprengt.